# HD57197
HD57197 — хімічно пекулярна зоря спектрального класу B9, що має видиму зоряну величину в смузі V приблизно  5,8.
Вона  розташована на відстані близько 621,3 світлових років від Сонця.